# Julian Świeżewski
Julian Świeżewski (ur. 4 czerwca 1991 w Bydgoszczy) – polski aktor. Laureat Orła za najlepszą drugoplanową rolę męską w filmie Biała odwaga (2024).

## Życiorys
Wychowywał się w Bydgoszczy. Ma dwie starsze siostry i młodszego o 16 lat brata. Jest absolwentem Wydziału Aktorskiego Akademii Teatralnej im. Aleksandra Zelwerowicza w Warszawie (2015).
W 2014 otrzymał Grand Prix 32. Festiwalu Szkół Teatralnych w Łodzi za wybitną osobowość sceniczną za rolę w spektaklu Ecce Homo!!! oraz role Rogożyna i Rakitina w spektaklu Szkice z Dostojewskiego. Rok później został nagrodzony na 15. Festiwalu Dramaturgii Współczesnej „Rzeczywistość przedstawiona” w Zabrzu za rolę Kowboja w spektaklu Good Night Cowboy kooprodukcji Teatru Dramatycznego im. Jerzego Szaniawskiego w Wałbrzychu i Teatru WARSawy. Od 2016 aktor Teatru Powszechnego w Warszawie.
Za główną rolę Franka Grudy w filmie Zgoda (2017) był nominowany do nagrody im. Zbyszka Cybulskiego. W 2020 otrzymał nominację do nagrody im. Jana Machulskiego dla najlepszego aktora za rolę w etiudzie Zwykłe losy Zofii (2018). Kolejne znaczące role zagrał w filmach 25 lat niewinności. Sprawa Tomka Komendy (2020) i Sweat (2020). Za drugi z nich otrzymał nagrodę zielonogórskiego Kozzi Film Festiwalu za najlepszą drugoplanową kreację aktorską. W 2022 wcielił się w główną rolę komisarza Jana Góry „Mandżaro” w serialu Krucjata. W 2024 został uhonorowany „Flisakiem” dla twórcy z województwa kujawsko-pomorskiego na 22. Międzynarodowym Festiwalu Filmowym „Tofifest” w Toruniu.
W filmie Biała odwaga (2024) wykreował postać górala Maćka, za którą otrzymał Orła za najlepszą drugoplanową rolę męską, a także nagrodę za drugoplanową rolę męską podczas 49. Festiwalu Polskich Filmów Fabularnych w Gdyni, nagrodę im. Zbyszka Cybulskiego i „Złotego Szczeniaka”" za drugoplanową kreację aktorską męską na Festiwalu Aktorstwa Filmowego we Wrocławiu.

## Filmografia
Opracowano na podstawie materiału źródłowego.
Filmy fabularne
- 2015: 89. (film krótkometrażowy) jako Kuba
- 2016: Kochaj! jako barman Tomek
- 2016: Nowy świat jako Jan (część: Żanna)
- 2016: Wołyń jako porucznik
- 2017: Po prostu przyjaźń jako student
- 2017: Zgoda jako Franek Gruda
- 2018: Plan B jako Rafał
- 2018: Rojst. Prolog (film krótkometrażowy będący zapowiedzią serialu Rojst) jako typek
- 2018: Nina jako Tomek, narzeczony Malwiny
- 2018: 53 wojny jako „Mazur”
- 2019: Egzamin (film krótkometrażowy) jako Bolo
- 2019: Kurort (film krótkometrażowy)
- 2020: O człowieku, który kupił mleko (film krótkometrażowy) jako Tomek
- 2020: Ostatni komers jako policjant
- 2020: 25 lat niewinności. Sprawa Tomka Komendy jako inspektor Bogusław Pilas
- 2020: Erotica 2022 jako mąż (część: Mocno)
- 2020: Sweat jako Klaudiusz
- 2021: Prime Time jako Dawid (głos)
- 2021: Droga (film krótkometrażowy) jako Grzesiek
- 2021: Jeszcze jeden koniec świata (film krótkometrażowy) jako Stefan
- 2022: Filip jako Kazik
- 2024: Biała odwaga jako Maciek Zawrat, brat Andrzeja
- 2024: Narodziny (film krótkometrażowy) jako Tomek
- 2024: Śmierć frajera (film krótkometrażowy) jako Szczeciński „Szczena”

Seriale telewizyjne
- 2014: Czas honoru. Powstanie jako plutonowy „Żyła” (odc. 3)
- 2014: Dzwony wojny (tyt. oryg. The Passing Bells) jako niemiecki kapral (odc. 1)
- 2015: Na dobre i na złe jako Antoni Krawczyk (odc. 582)
- 2015: Strażacy (odc. 1)
- 2015: Aż po sufit! jako doktor Mateusz, znajomy Zosi (odc. 6)
- 2015–2016: Singielka jako ksiądz Marek (odc. 41–42, 108, 145)
- 2016: O mnie się nie martw jako Romek (odc. 47)
- 2016: Na noże jako Jasiek, rolnik we wsi Puste Many, brat Zuzy Gładysz (odc. 3)
- 2017: Niania w wielkim mieście jako Benek, barman w barze, kolega Mariusza Banasika (odc. 4, 7)
- 2017: Belle Epoque jako bokser Wacław Szymański (odc. 7)
- 2018: Nielegalni jako borowiec (odc. 3, 6, 8–9)
- 2018: 1983 jako Klemens Brzeziński, adiutant Świętobora
- 2019: Stulecie Winnych jako Kazimierz Tarasiewicz (odc. 12–13)
- 2020: Ludzie i bogowie jako Józef Marczewski „Zimny”
- 2021: 25 lat niewinności. Sprawa Tomka Komendy jako inspektor Bogusław Pilas (odc. 1, 3–4)
- 2021: Rojst ‘97 jako Kamil Zacharczenko „Raptor” (odc. 3–4; głos w odc. 2)
- 2022: Krakowskie potwory jako Weles (odc. 6)
- 2022–2024: Krucjata jako Jan Góra „Mandżaro”
- 2023: Infamia jako ksiądz Kuba
- 2023: Absolutni debiutanci jako trener Marcin
- 2024: Biała odwaga jako Maciek Zawrat, brat Andrzeja
- 2024: Kidnapped: The Chloe Ayling Story jako MD / Łukasz Herba
- 2024: Lady Love jako Janusz Liss, były mąż Lucyny
- 2025: Pati jako „Sztaba” (odc. 7–8, 10)

Polski dubbing
- 2014: Powstanie Warszawskie

Etiudy filmowe
- 2013: Adekwatnie do pogody jako syn
- 2015: Pojutrze
- 2017: Casting jako Kuba, chłopak Zofii
- 2017: Jet lag jako Michał
- 2018: Zwykłe losy Zofii jako Wojtek
- 2019: We mnie jako Dawid
- 2022: Dziecko

Teledyski
- 2018: PRO8L3M – „Flary”[3]
- 2021: PRO8L3M – „A2”[4]
- 2023: PRO8L3M – „Nicea”[4]

## Teatr
Opracowano na podstawie materiału źródłowego.
Akademia Teatralna im. Aleksandra Zelwerowicza w Warszawie
- 2012: Wieczór kuglarzy Ingmara Bergmana (reż. Waldemar Raźniak) jako Albert
- 2013: Zimowa opowieść Williama Shakespeare’a (reż. Cezary Morawski) jako marynarz / Poliksenes
- 2014: Szkice z Dostojewskiego Fiodora Dostojewskiego (reż. Maja Komorowska) jako Rakitin / Rogożyn
- 2013: Ecce homo!!! Irvina D. Yaloma (reż. Krzysztof Majchrzak)
- 2013: Ecce Homo!!! Friedricha Nietzschego (reż. Krzysztof Majchrzak)

Teatr Dramatyczny m.st. Warszawy
- 2014: Red Johna Logana (reż. Agnieszka Lipiec-Wróblewska) jako Ken

Teatr Powszechny w Łodzi
- 2022: Imagine Krystiana Lupy (reż. Krystian Lupa) jako Tim

Teatr Powszechny w Warszawie
- 2016: Księgi Jakubowe Olgi Tokarczuk (reż. Ewelina Marciniak) jako Benedykt Chmielowski
- 2016: Wściekłość Elfriede Jelinek (reż. Maja Kleczewska) jako Krzysiek
- 2017: Chłopi Władysława Reymonta (reż. Krzysztof Garbaczewski) jako Roch
- 2017: Upadanie (improwizacja) jako Julek
- 2017: Strach zżerać duszę Rainera Wernera Fassbindera (reż. Agnieszka Jakimiak)
- 2018: Neron Jolanty Janiczak (reż. Wiktor Rubin)
- 2018: New Territory (reż. Krzysztof Garbaczewski)
- 2018: Niełota Tadeusza Micińskiego (reż. Krzysztof Garbaczewski)
- 2018: Bachantki Eurypidesa (reż. Maja Kleczewska) jako posłaniec
- 2019: Capri – wyspa uciekinierów Curzio Malaparte (reż. Krystian Lupa) jako Curzio Malaparte[6]
- 2020: Boska komedia Dantego Alighieri (reż. Krzysztof Garbaczewski)
- 2021: Twarzą w twarz Ingmara Bergmana (reż. Maja Kleczewska) jako Bergman
- 2023: Melodramat Anny Smolar (reż. Anna Smolar) jako Jahoda / Krystyna / Dr Kac / dziadek / Kuba / przyjaciel
- 2024: Metoda na serce. Śledztwo Katarzyny Szyngiery i Mirosława Wlekłego (reż. Katarzyna Szyngiera) jako fryzjer gwiazd / profesor

Teatr Telewizji
- 2024: Wizyta starszej pani Friedricha Dürrenmatta (reż. Małgorzata Bogajewska) jako policjant

Teatr WARSawy i Teatr Dramatyczny im. Jerzego Szaniawskiego w Wałbrzychu
- 2015: Good Night Cowboy Julii Holewińskiej i Kuby Kowalskiego (reż. Kuba Kowalski)

## Nagrody i nominacje

### Nagrody filmowe
- 2018: nominacja do nagrody im. Zbyszka Cybulskiego za rolę w filmie Zgoda[2]
- 2020: nominacja do nagrody im. Jana Machulskiego dla najlepszego aktora za rolę w etiudzie Zwykłe losy Zofii[2]
- 2021: nagroda za najlepszą drugoplanową kreację aktorską w filmie Sweat na Kozzi Film Festiwalu w Zielonej Górze[2]
- 2024: „Flisak” dla twórcy z województwa kujawsko-pomorskiego na 22. Międzynarodowym Festiwalu Filmowym „Tofifest” w Toruniu[2]
- 2024: nagroda za drugoplanową rolę męską w filmie Biała odwaga na Festiwalu Polskich Filmów Fabularnych[2]
- 2025: nagroda im. Zbyszka Cybulskiego za rolę w filmie Biała odwaga[2]
- 2025: Orzeł za najlepszą drugoplanową rolę męską w filmie Biała odwaga[2]
- 2025: „Złoty Szczeniak”" za drugoplanową kreację aktorską męską w filmie Biała odwaga na Festiwalu Aktorstwa Filmowego we Wrocławiu[2]

### Nagrody teatralne
- 2014: Grand Prix za wybitną osobowość sceniczną za role w spektaklach Ecce Homo!!! i Szkice z Dostojewskiego na 32. Festiwalu Szkół Teatralnych w Łodzi[2]
- 2015: nagroda za rolę w spektaklu Good Night Cowboy na 15. Festiwalu Dramaturgii Współczesnej „Rzeczywistość przedstawiona” w Zabrzu[2]